# مرکز خرید اسپن (واسا)
مرکز خرید اسپن (فنلاندی: Espen) که قبلاً مرکز اچ‌اس (انگلیسی: HS Center) نام داشت، یک مرکز خرید واقع در مرکز واسا در فنلاند است. این مرکز خرید روبروی مرکز خرید رِوِل قرار دارد.
مرکز خرید اسپن دارای فروشگاه‌های تخصصی مد، لباس و زیبایی، سه بانک، یک جواهرفروشی، یک کافه، یک داروخانه و یک سینما است. اسپن متعلق به شرکت املاک و مستغلات تِرویان فنلاند (فنلاندی: Trevian Suomi Kiinteistöt (مانداتوم لایف: انگلیسی: Mandatum Life Insurance Company) است، تا ۱۴ فوریه ۲۰۲۰، مالک آن بنیاد هری شومانز (سوئدی: Harry Schaumans stiftelse) بود.

## خدمات و فروشگاه‌ها

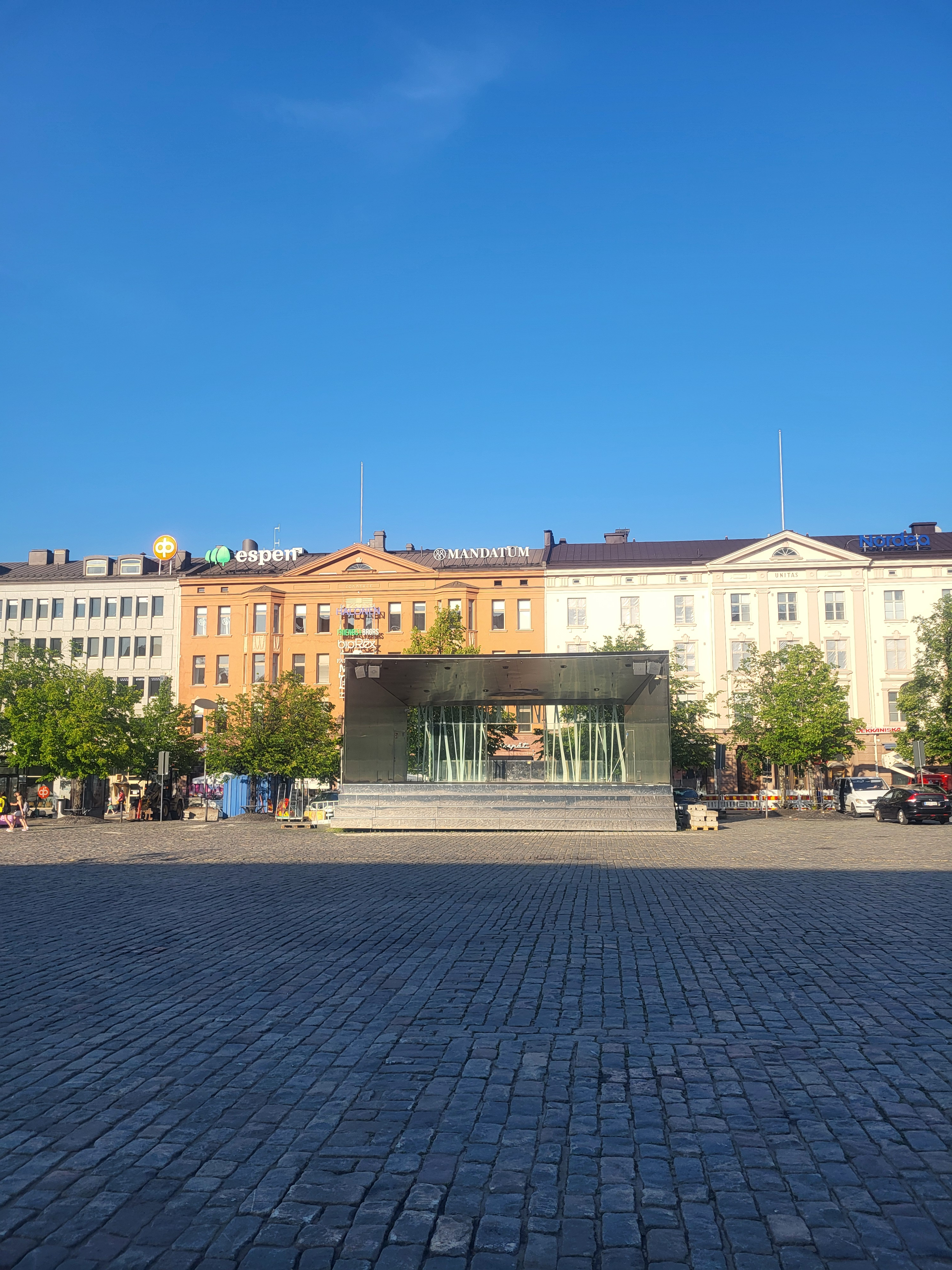
مرکز خرید اسپن در واسا فنلاند ژوئیه ۲۰۲۵

خدمات و فروشگاه‌های موجود در این مرکز خرید عبارتند از:
- رستوران یامی (Yommi Ravintola: بوفه مرغ سوخاری)
- nanso
- فروشگاه نرمال (Normal)
- VILA
- Candy Town
- Partioaitta
- omenahotels
- VOLT
- bioRex
- BIK BOK
- کافه اسپن (Cafe Espen)
- Cubus
- CARLINGS
- کافه اسپرسو هاوس (Espresso House)
- فروشگاه درسمان (Dressmann)
- Hovisepat
- رستوران فرندز اند برگرز (Friends & Brgrs)
- رستوران یوکو (Ravintola Juku)
- شعبه بانک نوردئا (Nordea)
- فروشگاه هالونن (Halonen)
- فروشگاه کیکس (KICKS)
- شعبه بانک او.پی (OP)
- فروشگاه نیویورکر (NewYorker)